# Прерванный заход на посадку
Прерванный заход на посадку — маневр, выполняемый экипажем воздушного судна при принятии решения о невозможности продолжения захода на посадку. Известен также как уход на второй круг.

## Причины ухода на второй круг
Заход на посадку прерывается и выполняется уход на повторный заход при следующих условиях (согласно ФАП):
- до пролета высоты принятия решения (ВПР) не установлен визуальный контакт с огнями приближения или другими наземными ориентирами, также если после пролета ВПР такой контакт потерян;
- до установления визуального контакта с наземными ориентирами срабатывает сигнализация прохода высоты принятия решения или сигнал опасного сближения с землей;
- не соблюдаются ограничения эксплуатационных минимумов для данного аэродрома;
- к моменту пролета ВПР ветер у земли (с учетом порывов) или коэффициент сцепления не соответствует установленным ограничениям;
- видимость в условиях ливневого дождя менее 1000 м, если иное не установлено РЛЭ;
- для выдерживания установленной глиссады (см. Курсо-глиссадная система) требуется использование режима работы двигателей выше номинального, если иное не предусмотрено РЛЭ;
- отклонение от заданной траектории, скорости и вертикальной скорости превышают установленные ограничения;
- до пролета ВПР или достижения минимальной высоты снижения не получено разрешение на посадку;
- появилось препятствие или стая птиц на траектории захода или на ВПП;
- по другим причинам не может быть обеспечено безопасное выполнение посадки.

Также заход на посадку прерывается и выполняется уход на второй круг в учебных целях, что очень широко практикуется в военной авиации. Такой заход на посадку без фактического приземления называется «проход над ВПП» или «заход с проходом».

## Принятие решения об уходе на второй круг
Решение о выполнении процедуры прерванного захода на посадку принимает командир воздушного судна (КВС) в соответствии с описанными в действующих правилах критериями. В случае, если к моменту достижения ВПР соответствующее решение не принято КВС, уход на второй круг должен выполнить второй пилот.

## Схема ухода на второй круг
Стандартной схемой ухода на второй круг на большинстве аэродромов является продолжение полета по аэродромному кругу — по схеме «коробочка» или «восьмерка», однако инструкцией о производстве полетов могут быть предусмотрены другие схемы, содержащиеся в сборниках аэронавигационной информации. Например, схемами аэропорта Шереметьево предусмотрен выход на ОПРС Костино с последующим продолжением захода от ОПРС Савёлово.